# Escartons del Briançonès
La república dels Escartons de Briançon (la denominació de República és una interpolació del segle xix) o principat del Briançonnais (Briançonès) és un conjunt de territoris muntanyencs del departament dels Alts Alps, de la província de Torí i de la província de Cuneo que va gaudir d'un estatut fiscal i polític privilegiat del 29 de maig de 1343 al 4 d'agost del 1789 (per a la part francesa).

## Història

### Les dates claus
Les comunitats del briançonnais van comprar al delfí Humbert II del Vienès, els drets senyorials que van permetre l'exercici d'un estatut d'autonomia en el marc d'una transacció, conclosa el 29 de maig de 1343 al castell de Beauvoir-en-Royans, entre aquest senyor i els representants de les comunitats, i que el costum anomena «Carta dels Escartons».
Aquesta transacció reconeixia, codificava pràctiques anteriors o usos acostumats, i completava altres cartes, específics a comunitats concretes, del qual el Delfí o els seus predecessors havien convingut amb els seus subjectes. Reemplaçava una sèrie d'impostos i de cànons per una renda de 4000 ducats, pagada cada any el dia de la Candelera i del qual les comunitats es repartien la càrrega en el marc d'assemblees anomenades «escartons».
Les comunitats van vigilar la defensa dels seus drets i van fer reconèixer la carta dels Escartons pels successors d'Humbert II: tots els reis de França, des de Carles V de França fins a Lluís XVI de França, la van confirmar per una carta patent.
El Tractat d'Utrecht, va cedir al Ducat de Savoia A canvi de la Vall de Barceloneta, «Tot el que és descendent dels Alps del costat de Piemont», és a dir les comunitats que constituïen tradicionalment els escartons d'Oulx, de Valcluson i de Castell-Dofí. Aquestes comunitats van continuar gaudint, sota l'autoritat del Castellà d'Oulx, delegat per la Intendència de Susa, de l'essència dels privilegis que els havien estat garantits per la Carta dels Escartons.
L'organització induïda per la carta i els costums que li eren lligats es va aplicar, amb variacions segons les èpoques, fins al 4 d'agost de 1789 quan va ser abolida, per a les comunitats del regne de França per l'Assemblea Constituent amb el conjunt dels drets senyorials i dels privilegis tinguts per col·lectivitats locals. Les comunitats del Regne de Sardenya se'n van beneficiar fins a l'11 de setembre de 1802 quan el Primer Cònsol Napoleó Bonaparte va decidir aplicar l'annexió del Piemont, del qual el territori va quedar dividit en departaments, a França.
Al territori sobre el qual s'aplicava hi havia, en ordre de magnitud, 7200 llars o sigui 40.000 habitants aproximadament 

### Constitució del territori
La transacció de 1343 fou la resultat de processos polítics i socials que s'havien desenvolupat en diversos segles durant els quals el briançonnais havien construït una identitat política.
En l'època carolíngia, les comunitats situades a l'oest del Coll de Montgenèvre pertanyien al Regne de Borgonya i les que es trobaven a l'est del mateix coll pertanyien al Regne d'Itàlia.
El 1038, l'emperador Conrad el Sàlic, va suprimir la diòcesi de Mauriena, de la qual el bisbe Teobald havia participat en una lliga contra ell, i en va confiar els béns a l'arquebisbat d'Ambrun i al bisbe de Torí. Aquest decret mai no va ser completament executat, però les parròquies del Briançonnais, situada a l'oest del Montgenêvre, van deure, des d'aquesta època el delme a l'arquebisbe. Els arranjaments als quals aquest esdeveniment va donar lloc van ser a l'origen de la creació, entre 1042 i 1050, del Prebostat d'Oulx, una fundació religiosa mantinguda per canonges que seguien la regla de Sant Agustí, als quals el bisbe de Torí, Cunibert, va donar, el 30 d'abril de 1065, els béns i beneficis del bisbat a l'alta Vall de Susa.
El 1050, Guigo I d'Albon va donar al Prebostat d'Oulx una masia que posseïa a Césane i els delmes de les esglésies d'Oulx, de Salbertrand i de Césane que havia heretat probablement del matrimoni d'un dels seus avantpassats amb una filla del Marquès de Torí, Arduí Glaber. Des de 1063 mantenia un castellà a Briançon, i el 1096, el seu petit fill, Guigó el Comte tenia un tribunal a Briançon.
El 13 de gener de 1155, a Rivoli prop de Torí, Guigó V d'Albon, el primer de la seva família a portar el títol de Delfí del Vienès, va prestar homenatge a l'emperador Frederic Barba-roja que a canvi, va reconèixer la seva sobirania feudal sobre els territoris que tenia i li va atorgar el privilegi de batre moneda a Cesana.
Cap a 1210, Adélaida (o Alàsia) Marquesa de Saluças per protegir la senyoria dels atacs del comte de Provença, hauria reconegut la sobirania feudal del delfí Guiguó VI Andreu, però més probablement li hauria cedit drets i béns dels que els marquesos tenien a l'Alta Vall del Varaita. Cap a 1228, Guigó VI Andreu, que s'havia adquirit els drets d'un cert Amadeu Fantino sobre la comunitat de Pont va entrar en conflicte amb la marquesa, llavors regenta del marquesat de Saluças durant la minoria del seu fill Manfred III, perquè havia usurpat considerablement alguns drets. Un acord va ser conclòs l'agost de 1230 a Pineròl que va permetre al delfí fer construir la fortalesa de Chastèldalfin.
El Briançonès, en els límits que seran els propis fins a 1713, va sorgir entre els anys 1237, on el Delfí va donar, per testament, a la seva esposa Beatriu de Sabran, tots els dominis que posseeia de part i d'altre dels colls transalpins, i 1244, quan el seu successor, Guigó VII va estendre als habitants d'un territori comprès entre el Coll del Lautaret al nord, el Coll Lacroix al sud, i la comunitat de Chaumont que s'establissin i es quedessin a la vila de Briançon, l'exempció de la talla comtal.

### Un procés de marginació de la noblesa
Un dels eixos constants de la política dels delfins del Vienès va consistir a contrapesar la influència dels ducs de Savoia, del qual els estats, des de l'època de la marquesa Adelaida de Susa s'estenien dels dos costats dels Alps, es recolzaven en el pas estratègic del coll del Mont Cenis i procuraven a la seva dinastia de les aliances il·lustres i el reconeixement dels emperadors del Sacre Imperi Romanogermànic, quan no li compraven, contra béns comptants i sonants, els drets i les càrregues, com la vicaria de l'imperi que els emperadors cedien i revocaven segons el seu humor i el proveïen del diner necessari, però que permetien als feudals que hi accedien, per a una o l'altre de les seu possessions, d'aparentar comportar-se en senyor feudal de tots els que pretenien dependre directament de l'emperador i que va ser la font de nombroses discussions jurídiques.
La pràctica era antiga, des de 1077, Adelaida de Susa i el seu fill Amadeu de Mauriena havien rebut en gran pompa a l'emperador Enric IV del Sacre Imperi Romanogermànic que havia anat a Itàlia per negociar amb el papa Gregori VII, l'aixecament de l'excomunió de la qual havia estat colpit, viatge que s'havia d'acabar per la humiliant "Penitència ce Canossa". Enric IV era llavors el gendre d'Adelaida i el cunyat d'Amadeu del qual s'havia casat amb la germana Berta]. Però el cronista benedictí Lambert d'Aschaffen indica que van exigir, com a preu del seu pas, i malgrat els seus vincles de parentiu, la cessió dels drets sobre cinc bisbats propers de les seves senyories i es van acabar acontentant que els donés el Bugey.
El control dels passos alpins podia portar molts beneficis i el territori dels escartons del briançonnais comptava 21 passos.
L'oposició dels Delfins de Vienès als comtes i ducs de Savoia explica també les polítiques matrimonials dels uns i dels altres amb els comtes i marquesos de Provença de les famílies de Tolosa de Llenguadoc, de Barcelona, o d'Anjou, amb els marquesos de Montferrat i els marquesos de Saluças i d'altres nobles piemontesos de menor importància. Aquestes polítiques condicionaven també l'atenció i els dons que prodigaven a dignataris eclesiàstics o a institucions religioses com el Prebostat d'Oulx.
Cap document relatiu al Briançonnais, i qui hagi estat conservat, esmenta una confederació de les comunitats de les valls abans del 1343. L'anunci, el 7 de novembre de 1338, pel delfí Humbert II, de noves enquestes destinades a establir l'inventari dels drets dels quals era propietari va ser el desenclavador de tal unió: més que de sotmetre's a les investigacions, les comunitats van preferir escollir representants, encarregats de redactar llibres de reclamacions avui perduts, i de passar acords a escar, segons un mètode que algunes d'elles havien utilitat moltes vegades amb un delfí perpètuament a la recerca de nous ingressos.
Els historiadors romàntics, sovint en l'òptica de prohibir la idea republicana, han buscat més enllà de les institucions del Delfinat o de la monarquia capetiana els orígens d'aquesta organització. Alguns han intentat atribuir-ne la paternitat a tribus gal·les a propòsit de les quals ningú no sap res o gairebé, fins i tot a les institucions del regne de Cotti, del qual la capital era Susa, a propòsit de les quals molt pocs documents han arribat fins a nosaltres.
El territori hauria jugat sense cap dubte el seu paper en la fixació de les fronteres de la confederació de les comunitats. El Briançonnais era limitat a l'oest pel Congost Rostan i els colls del Durance, la fortalesa de Chastèu-Vila Vielha i els colls del Guil, el massís dels Ecrins i el Coll del Lautaret. Al nord pel massís de les Cerces i el massís del Mont Cenis. A l'est, la seva frontera amb els estats dels ducs de Savoia era al «rif de Jalandre» entre Chaumont i Susa.

### Naixement de la Carta
El 1343, cinquanta-una comunitats del Briançonnais redimeixen al delfí Humbert II el conjunt dels drets senyorials mitjançant la suma de 12.000 florins-or i una renda perpètua anual de 4.000 ducats, i signaren la Carta sobre la qual el delfí posa el seu segell.
La Carta era una mena de constitució que organitzava el funcionament del Gran Escarton, però també de cada escarton amb els drets i els deures al si de cada comunitat, durant prop de quatre segles i mig. Una vegada el Delfinat fou agregat al regne de França, el 1349, els delegats dels Escartons faran, a l'adveniment de cada sobirà, confirmar els drets guanyats per les seves comunitats.
La carta atorgava així als habitants dels escartons l'estatut de "francs-burgès", és a dir que eren eximits de tot servei feudal a canvi d'una renda anual. Tenien el dret de tenir un feu. Retien homenatge al seu senyor el delfí besant el seu anell per sobre la mà i no al polze com el poble.
La justícia continuava sent un privilegi del delfí, i els habitants dels escartons havien de participar en la defensa del Delfinat. Per la resta els briançonesos disposaven d'una àmplia autonomia: es reunien i designaven síndics, portaven les armes i aixecaven impostos. Aquesta càrrega estava repartida pels briançonesos entre quatre països (comarques), es deia en llatí exquartonare que ha donat «escartons» (o apartem). L'origen de la paraula també podria provenir del verb escartonner (en llatí "exquartonare") que significava repartir les contribucions entre els membres de les quatre comunitats.
La cessió dels tres escartons d'Oulx, de Vall Varache i del Pragela al regne de Sardenya, pel Tractat d'Utrecht el 1713, debilita considerablement la regió a conseqüència de la complementarietat econòmica entre aquests escartons de l'est i els de l'oest. Aquests escartons van fer perdurar tant bé com malament els seus costums sota el poder savoià, i després italià més enllà de 1848, però van perdre la independència que els caracteritzava.
El 31 de maig de 1790, els dos escartons del Briançonnais i del Queyras acceptaren bon grat la Revolució francesa. No van perdre els seus costums democràtics, però si la seva independència enfront d'un poder central exterior. Un es fixa així com en el moment de l'annexió del regne de Piémont a França el 1798, la partició dels escartons segons les línies de crestes perdura, entre els departaments del Po, del Stura i dels Alts Alps.

## Organització política i social

### Organització civil
En diversos municipis s'establiren, sense fer soroll en el fons de les valls, una faranche d'alpagistes lliures, que escullien tots els anys un cònsol i es reunien una trentena de vegades anualment en assemblea per determinar l'organització de la vida del poble, com és el cas a Vilars d'Arena o Vilard-Sant Pancraci altra comunitat de l'Escarton de Briançon.

### Organització religiosa

#### El clergat secular
- L'arxidiòcesi d'Embrun.
- La diòcesi de Torí.
- La diòcesi de Pineròl.
Entre 1803 i 1805, sota el Primer Imperi, la diòcesi de Pineròl va ser unida a la diòcesi de Saluças. Va ser restablerta el 1817 en la restauració piemontesa.[14]
- La diòcesi de Susa. La diòcesi de Susa va ser creada el 1772 pel papa Climent XIV i la seva autoritat es va exercitar en principi en les parròquies que depenien llavors de les abadies de Sant Just de Susa, Sant Pere i Sant Andreu de Novalaise, Saint-Michel-de-la-Cluse, a les quals es van adjuntar les parròquies que depenien del priorat de Santa Maria Major i que estaven situades a la part baixa de la vall de Susa[14] Les parròquies de l'alta vall de Susa havien estat unides el 1748 a la nova diòcesi de Pineròl (francès Pignerol, italià Pinerolo) van passar a la diòcesi de Susa el 1794, després de la mort de Jean-Baptiste d'Orlié de St. Innocent que va ser el primer bisbe de Pineròl[14]
 Entre 1803 i 1805, sota el Primer Imperi, la diòcesi de Susa va ser unit al diòcesi de Torí. Va ser restablerta el 1817 durant la restauració piemontesa[14]
El primer bisbe de Susa va ser Francesco Giuseppe Maria Ferraris, de la família dels comtes de Genola, teòleg de la catedral de Pineròl, que va accedir a la seu episcopal a l'edat de 33 anys, el 1778 i que la va conservar fins a la seva mort el 1800.[14]

#### Els canonges
- Saint Laurent et Sainte Marie d'Oulx. Va ser fins a la revolució francesa, la principal institució religiosa del Briançonnais, i el seu prebost, un dels principals senyors eclesiàstics del Delfinat.
- Santa Maria de Susa. Construïda segons la tradició popular sobre les ruïnes d'un temple de Neptuni. Va ser molt aviat una vicaria dels bisbes de Torí del qual el titular podia anomenar els rectors de les parròquies del qual aquesta abadia percebia els delmes. Va ser confiada, el 30 d'abril de 1065, per Cunibert, bisbe de Torí, amb l'acord del seu capítol, als canonges de Sant Laurent i Santa Marie d'Oulx del qual va ser fins a la supressió d'aquesta última abadia, una de les principals fonts d'ingressos.[15]

## El territori
Les quatre pays originels ou escartons, deux sur l'actuelle France, deux sur l'actuelle Italie étaient :
Els quatre països originals o escartons, estaven dos en l'actual França, i dos en l'actual Itàlia, i eren:

### Escarton del Briançonès
- Les valls del Briançonnais pròpiament dit, o sigui les dotze comunitats, que tenien per a capital a Briançon:
- La vall de Clarée
- La vall de Cervières
- La vall de Guisane
- L'alt Durance més amunt de L'Argentièra i del congost de Pertuis Rostan.
- La Vallouise.

### Escarton del Queyras
- El Queyras, o sigui les vuit comunitats que tenien per a capital Château-Queyras, formaven un escarton: Arvieux, Château-Queyras, Molines-en-Queyras, Saint-Véran, Agulles, Abriès, Ristolas.

### Escarton d'Oulx
- Les valls d'Oulx, amb capital a Oulx:
  - La vall de la Dora Riparia més amunt de Suse.
  - L'alta vall del Cluson més amunt del Bec-Dofí.

#### Escarton de Pragelato
Després de la Reforma, els habitants del Vall Cluson (Vall Chisone), que eren majoritàriament protestants, van demanar i van obtenir la constitució d'un cinquè escarton separat del d'Oulx.

### Escarton de Châteaudauphin
- La Vall Varache (Varaïta) o el Castellar, o sigui les quatre comunitats amb capital a Chastèldalfin:
  - Varache de Chianale
  - Varache de Bellin O Blins.

## La paradoxa alpina
Els antropòlegs li diuen «paradoxa alpina» el fenomen segons el qual el nivell d'instrucció i d'obertura cultural d'una comunitat és proporcionalment superior a la mitjana.
L'estereotip de les comunitats alpines com una realitat tancada i impermeable és fàcilment desmuntada enfront de la realitat dels Escartons.
Es tracta d'un cas particular a Europa d'aquesta època: en els Escartons, l'alfabetització era tal que nou habitants sobre deu saben llegir, escriure, i fer càlculs matemàtics. Tanmateix en l'imaginari col·lectiu, la muntanya és considerada com formada de pastors poc xerraires, i en canvi a la república dels Escartons, la professió més estesa és la de professors a domicili. L'aprenentatge era basat en tres nivells: 
- Les bases, on era imperatiu de llegir i escriure.
- el nivell intermedi, on es coneixien les matemàtiques.
- l'últim nivell on s'aprenien la filosofia, les arts i les llengües.

## Indicacions cronològiques

### Seglexiv
- 1343. Beauvoir-en-Royans. El delfí Humbert II i els representants de les comunitats del briançonès signen la «Gran Transacció» el 29 de maig de 1343).
- 1343. Beauvoir-en-Royans. El delfi Humbert II i els representants de la comunitat d'Oulx reconeixen una transacció en relació amb la fixació i la liquidació dels drets senyorials de la castellania d'Oulxref[17] (29 de maig de 1343).
- 1343. Beauvoir-en-Royans. El delfi Humbert II i els representants de la comunitat de Saint-Martin-de-Queyrières estableixen una transacció sobre la fixació i la liquidació dels drets senyorials de la castellania de Saint-Martin-de-Queyrières[17] (29 de maig de 1343).
- 1343. Beauvoir-en-Royans. El delfi Humbert II i els representants de la comunitat de Césane o cesana Torinese estableixen una transacció que fixa l'import dels drets que els habitants de Cesana deuen al delfí el dia de la Purificació. Aquesta transacció té per a objectiu limitar la rapacitat dels "Ministerials"[17] (30 de maig de 1343).
- 1336. Chateau Dauphin. Construcció de la fortalesa.
- 1362. Chateau Dauphin. Galeazzo de Saluças destrossa la Castellatta. Espantat per les malifetes del seu germà i de les seves conseqüències, Fredéric II, Marquès de Saluças s'afanya amb Raül de Louppy, governador del Delfinat, Ugo de Ginebra, senyor d'Anthon i el seu tinent Bergadano Muricola, a negociar la pau.[18]
- 1363. Moirans. Ugo de Ginebra, Senyor d'Anthon, per compte del marquès Fredéric II de Saluças, i Ainard de la Torre, senyor de Vinay, per Raül de Louppy, governador del Delfinat, reconeixen un acord que cedeix al delfí, alliberant-lo de l'obligació d'homenatge, tots els béns i tots els drets que Fredéric i Galeàs de Saluças tenien sobre les parròquies de Chaudannes, Bellino, Sant Eusèbe, Pont i La Canal (15 de març de 1363).[18]
- 1363. Chateau-Queyras o Villevieille. 212 caps de famílies de la Castellata presten homenatge al delfí en la persona de Raül de Louppy, el governador del Delfinat. 22 són nobles, i 13 francs burgesos (3 de setembre de 1363).[18]
- 1390. Briançon. Fundació del convent dels Franciscans o Germans Menors que existirà fins a la Revolució Francesa.[19]

### seglexvi
- 1532. Angrogna. Al Sínode de Chanforan, convençuts per Guillaume Farel, els bards vaudesos decideixen adherir-se a la reforma i confien a Pierre Robert Olivétan la realització de la traducció de la Bíblia en francès (12 de setembre de 1532 al 17 de setembre de 1532). Aquesta decisió va tenir una forta influència sobre l'adhesió a la reforma de nombrosos habitants dels escartons de Valcluson, de Queyras i d'Oulx.

### seglexvii
- 1624. Briançon. Fundació del convent dels Dominicans que existirà fins a la Revolució Francesa.[19]
- 1624. Briançon. Un incendi general destrueix la ciutat (1 de desembre de 1624).[19]
- 1630. Briançon. Mentre que l'epidèmia de pesta destrossava la regió, el primer cònsol de Briançon, Reymond Brunicard i els notables feren vots, davant el rector Jacques Juget, de reconstruir l'hospital de la ciutat que havia estat destruït, amb el seu arxiu, per l'incendi de 1624 (14 de juliol de 1630).

- 1642. Briançon. Fundació del convent dels Frares Menors Recol·lectes que va ser suprimit el 1782.[19]
- 1642. Briançon. Fundació del convent de les Ursulines que existiran fins a la Revolució Francesa.[19]
- 1672. Beaulard. La comunitat recompra a la família Jouffrey, els últims drets feudals (12 de novembre de 1672)[2]
- 1692. Briançon. Un incendi general destrueix la ciutat (26 de gener de 1692).[19]

### seglexviii
- 1700. Sant Martin de Queyrière. Subhasta dels béns de l'hospital de la comunitat que havia estat reunida a la de Briançon per carta patent de Lluís XIV el 1698. Aquests béns consistien en una barraca i dos trossos de terra.[20]
- 1703. Briançon. Començament dels treballs de construcció de la col·legial.[19]
- 1713. Utrecht. «La Seva Majestat Molt Cristiana cedeix a la Seva Altesa Reial de Savoia, la Vall de Pragesla amb els Forts d'Exilies & de Fenestrèlles & les Valls d'Oulx, de Sézane, de Bardonache, & el Chateau-Dauphin: recíprocament la seva Altesa Reial cedeix a la seva Majestat Molt Cristiana la vall de Barceloneta, de manera que lès cims des dels Alps sérviront en el futur de límits, entre França, Piemont & el Comtat de Niça & que les planes que es trobaran sobre les dites cims seran compartides (ortografia de l'època) (11 d'abril de 1713).[21]
- 1719. Briançon. Fi dels treballs de construcció de la col·legial.[19]
- 1726. Briançon. Consagració de la col·legial. La ciutat fou llavors assistida per un rector, un vicari i cinc eclesiàstics per als llogarets.[19]
- 1737. Torí. Carles Manuel III de Sardenya, rei de Sardenya i duc de Savoia confirma als habitants dels escartons d'Oulx, de Pragelas i de Chateau-Dauphin, les franquícies concedides pel delfí Humbert II a la Carta dels Escartons (28 de juny de 1737).[2]
- 1747. Briançon. Establiment dels canonges de la col·legial, en nombre de tres.[19]
- 1747. Arrendament Emfitèutic entre les comunitats briançonnaises que van quedar al regne de França i el prebostat d'Oulx, permetent a aquestes recomprar els delmes fins aquí percebudes per aquest establiment. Després de la secularització del prebostat, els ingressos van ser transferits al bisbat de Pineròl, i les sumes degudes a títol de l'arrendament van ser abonades al bisbe d'aquesta ciutat.
- 1749. Pignerol. Jean-Baptiste Orlié de Sant Innocent, últim prebost de Sant Laurent i de Santa Marie d'Oulx va esdevenir el primer bisbe de la seu novament creada de Pineròl.[2]
- 1756. Oulx. Secularització de la Prebostal que és transformada en col·legial (19 d'abril de 1756).[2]
- 1782. Briançon. Supressió del convent dels Récollets.[19]

## Personatges cèlebres
- Joseph Chalier (1742-1793), clergue i comerciant esdevingut revolucionari a Lió el 1789
- Giorgio des Geneys (1761-1839). Almirall creador de la flota de Sardenya
- Remi Fatim o Remi Fatin, arquitecte (final segle xv inicis del XVI)
- Fernandel, o Fernand Joseph Désiré Contandin
- Oronce Fina (1494-1555). Matemàtic i cartògraf, nascut a Briançon, va realitzar la primera carta de França impresa a París.